# Yatterman
 (juin 2015).
Si vous disposez d'ouvrages ou d'articles de référence ou si vous connaissez des sites web de qualité traitant du thème abordé ici, merci de compléter l'article en donnant les références utiles à sa vérifiabilité et en les liant à la section « Notes et références ».
Yatterman (ヤッターマン, Yattāman) est une série télévisée d'animation japonaise en 108 épisodes diffusée du 1er janvier 1977 au 27 janvier 1979 sur Fuji TV. Une deuxième série est diffusée du 14 janvier 2008 au 27 septembre 2009 sur YTV. Une troisième série, Yoru no Yatterman (夜ノヤッターマン), est diffusée du 11 janvier 2015 au 29 mars 2015 sur Tokyo MX, dans le cadre des 40 ans de la franchise Time Bokan.

## Synopsis
Le trio de voleurs Dorombo a l'intention de trouver les quatre fragments de la pierre, dans le but d'obtenir un fabuleux trésor Dokrostone. Mais les trois ne sont pas venus à bout du champion de la justice : le Yatterman. Deux adolescents dirigent un magasin de jouets électroniques, qui leur sert de couverture pour leur lutte contre le crime en tant que héros masqués. Ils découvrent le plan des voleurs et partent à leur poursuite avec des robots en forme d'animaux. Les deux équipes s'affronteront d'abord physiquement, puis par le biais de leurs robots.

## Personnages

### Les Héros
- Gan Takada (Gan-chan)/Yatterman 1

- Ai Kaminari (Ai-chan)/Yatterman 2

- Omotchama

### Les Yatter Mechas
- Yatter-Wan

- Yatter-King

- Yatter-Pellican

- Yatter-Ankou

- Yatter-Yokozuna

### Les Doronbo
- Doronjo

- Boyacky

- Tonzra

- Dokurobei

### Personnages dans la première série

#### Les Yatter Mechas
- Yatter-Zō

- Yatter-Panda & Kopanda

- Yatter-Dodzilla

- Yatter-Bull

### Personnages dans la deuxième série

#### Les Yatter Mechas
- Yatter-Jinbei

- Yatter-Mogura

- Yatter-Dragon

#### Les Doronbo et les Dokuro-Ring Hunters
- Dokubon / DH Boss

- Neeton

- Les Frères Medachi (Sain et Rui De Medachi)

- Chilchil Michiru Michitaline

- Muscle Gatten

- Barbara

## Liste des épisodes

### Épisodes (Yatterman ×Toshiba)
Douze épisodes ont été diffusés de janvier 2008 à mai 2009 ainsi que le hors-série 1 de février à mai 2009. Le hors-série 2 est diffusé depuis juin 2009 et le hors-série 3 depuis le 24 août 2009. Depuis le 16 novembre 2009, le prologue du hors-série 4 est diffusé et les restes des 9 parties depuis le 30 novembre 2009. Le hors-série 5 a été diffusé le 30 septembre 2010. Yatterman x Toshiba s'est terminé le 28 février 2011.
1. (2T-01) Yatterman et la télé REGZA (パワー・メタブレインで高画質だコロン！, Pawā Meta Burein de Kōgashitu Dakoron!?)
2. (2T-02) Yatterman et l'ordinateur Portable Qosmio (1台4役のすぐれものだコロン！, Ichi-dai Yon-Yaku no Suguremono Dakoron!?)
3. (2T-03) Yatterman et le cuiseur à riz (真空圧力で輝くゴハンだコロン！, Shinkū Atsuryoku de Kagayaku Gohan Dakoron!?)
4. (2T-04) Yatterman et les mascottes des téléphones portables (夢の二大スター競演だコロン！, Yume no Ni-dai Sutā Kyōen Dakoron!?)
5. (2T-05) Yatterman et le Réfrigérateur à double fraîcheurs (ツイン冷却で新鮮野菜だコロン！, Tsuin Reikyaku de shinsei Yasai Dakoron!?)
6. (2T-06) Yatterman et la Climatisation (きれいな空気で大清快だコロン！, Kirei na Kūki de Daiseikai Dakoron!?)
7. (2T-07) Yatterman et l'aspirateur Cyclone (ずっとそっとのサイクロンだコロン！, Zutto Sotto no Saikuron Dakoron!?)
8. (2T-08) Akina Minami et la carte mémoire Micro SD (マイクロメモリで楽しい思い出（メモリー）だコロン！, Maikuro Memori de Tanoshī Memorī Dakoron!?)
9. (2T-09) Yatterman et la machine à laver (ヒートポンプで純白ふんわり仕上げだコロン！, Hītoponpu de Junpaku Funwari Shiage Dakoron!?)
10. (2T-10) Tonzra et le four électrique (石窯オーブンは恋の味だコロン！, Ishigama Ōbun wa Koi no Aji Dakoron!?)
11. (2T-11) La Bataille pour les ampoules économiques (プライドをかけた戦いだコロン！, Puraido wo Kaketa Tatakai Dakoron!?)
12. (2T-12) C'est Découvert! Le plus grand trésor (発見！スンバらしいお宝だコロン！, Hakken! Sunbarashī Otakara Dakoron!?)
13. (2T-HS1) Saki Fukuda et les customisations des téléphones portables (ビューティフルでフルチェンジだコロン！, Byūtifuru de Furuchenji Dakoron!?)
14. (2T-HS2) La grande Bataille dans la ville de l'électricité (デンキの街で大決戦だコロン！, Denki no Machi de Daikessen Dakoron!?)
15. (2T-HS3) L'Éco-Points de la Gloire (栄光のエコポイントだコロン！, Eikō no Ekopointo Dakoron!?)
16. (2T-HS4) Sauvez les premières machines Toshiba! (東芝1号機を救え!だコロン！, Tōshiba Ichigōki Wo Sukue! Dakoron!?)
17. (2T-HS5) Omochama et les W Koron (謎かけコロン対決だコロン！, Nazo kake Koron Taiketsu Dakoron!?)

### Doublage
| Personnages                 | Première série (1977)                           | Deuxième série (2008) |
| --------------------------- | ----------------------------------------------- | --------------------- |
| Gan-chan / Yatterman 1      | Yoshiko Ohta Eri Kitamura (Tatsunoko vs Capcom) | Hiroyuki Yoshino      |
| Ai-chan / Yatterman 2       | Mari Okamoto Emiri Katō (Tatsunoko vs Capcom)   | Shizuka Itō           |
| Omotchama                   | Reiko Katsura                                   | Chiaki Takahashi      |
| Les Yatter Mechas           | Masaru Ikeda                                    | Kōichi Yamadera       |
| Doronjo                     | Noriko Ohara                                    | Noriko Ohara          |
| Boyacky                     | Jōji Yanami                                     | Jōji Yanami           |
| Tonzra                      | Kazuya Tatekabe                                 | Kazuya Tatekabe       |
| Yatter-Kopanda              | Kumiko Takizawa                                 | -                     |
| Yatter-Bull Yatter-Yokozuna | Kenichi Ogata                                   | -                     |
| Yatter-Dodzilla             | Masaru Tanaka                                   | -                     |
| Dokubon / DH Boss           | -                                               | Yūko Sanpei           |
| Neeton                      | -                                               | Chiaki Takahashi      |
| Sain De Medachi             | -                                               | Daisuke Kishio        |
| Rui De Medachi              | -                                               | Yukitoshi Tokumoto    |
| Dokurobei                   | Junpei Takiguchi                                | Junpei Takiguchi      |
| le narrateur                | Kei Tomiyama                                    | Kōichi Yamadera       |

## Film en prise de vues réelles
Yatterman (ヤッターマン, Yattāman) est un réalisé par Takashi Miike et sorti en 2009.

## Adaptations

### Jeux vidéo
- New Yatterman: Nandai Kandai Yajirobee (1996, Yutaka) sur Super Nintendo.